# De Betteld

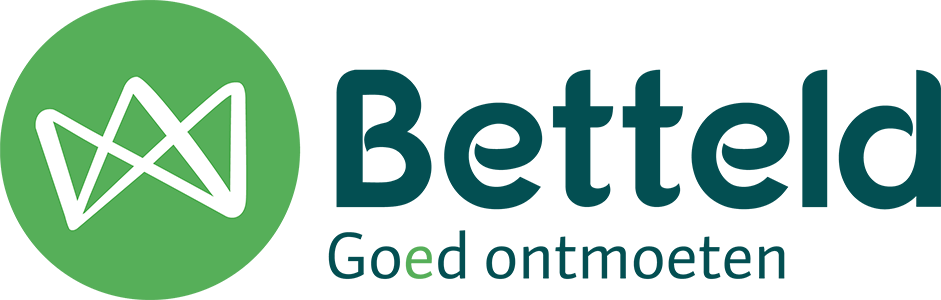
Logo van De Betteld sinds 2016

De Betteld is een Nederlands campingbedrijf dat zich richt op een protestants-christelijke doelgroep. 
De eerste camping werd in 1972 geopend in Zelhem, als onderdeel van de boerderij van de familie Hobelman.

Nadien breidde de camping uit met vestigingen in Amerongen (2012), Cadzand (2013), Doorn (2014), en het Belgische Limauges. De camping te Zelhem fungeert als hoofdvestiging van de Betteld Groep.
In november 2017 werd het vakantiepark in Zelhem geportretteerd in de televisiedocumentaire van Holland doc (EO), Kamperen met God. Hierbij werd aandacht besteed aan het campinggedeelte en het conferentiecentrum.
In Amerongen is de accommodatie gevestigd in het voormalige ‘Bethanië’, onderdeel van het Zendings Diaconessen Huis.
De locatie Cadzand bevindt zich op het terrein van de voormalige camping de Elzenhof, dat in 2013 werd overgenomen. In 2020 werd de camping verbouwd tot een luxe vakantie- en conferentieoord waar tevens geen gebruik meer wordt gemaakt van aardgas.
Het Belgische Camp de Limauges behoorde vanaf 1939 tot 2020 tot de Belgische Evangelische Zending (BEZ) voor kerkelijke gemeenten, kampen en groepen. In 2019 veranderde de naam in VIANOVA. Een jaar later 2020 nam de Betteld het management over.